# Gurbán János
Gurbán János (Hajdúnánás, 1956. május 15.) magyar operaénekes (bariton).

## Életpályája
Zenei tanulmányait magánúton végezte Révhegyi Ferencnénél és Mircea Breazunál. 1975-től 1982-ig a Magyar Néphadsereg Művészegyüttesének Férfikarában énekelt. 1982–1989 között a Szegedi Nemzeti Színház énekese volt, ezt követően pedig a Magyar Állami Operaház szerződtette. Elsősorban az olasz és német repertoár kisebb szerepeit énekli, de több főszerepet is vállalt. Több alkalommal vendégszerepelt Ausztriában, Svájcban, Németországban, Hollandiában.

## Főbb szerepei
| - Beethoven: Fidelio — Don Pizarro - Berg: Wozzeck — címszerep - Georges Bizet: Carmen — Escamillo - Erkel Ferenc: Bánk bán — Petúr bán; Biberach - Kodály Zoltán: Székely fonó — A kérő - Leoncavallo: Bajazzók - Tonio - Ruggero Mascagni: Parasztbecsület — Alfio - Ifj. Johann Strauss: A denevér — Dr. Frank - Richard Strauss: Salome - Jochanaan - Richard Strauss: A rózsalovag — Faninal | - Richard Strauss: Arabella — Dominik gróf - Richard Strauss: Ariadné Naxos szigetén — Zenetanár - Verdi: Macbeth — címszerep - Verdi: Rigoletto — címszerep; Monterone - Verdi: Aida - Amonasro - Verdi: Nabucco — címszerep - Verdi: Otello — Jago - Verdi: Falstaff — Ford - Wagner: A Nibelung gyűrűje - Wotan |